# Lausanne Morges Basket
Pour les articles homonymes, voir LMB.
Le Morges Basket est un club suisse de basket-ball basé à Morges.